# Thamnophis gigas
Thamnophis gigas är en ormart som beskrevs av Fitch 1940. Thamnophis gigas ingår i släktet strumpebandssnokar, och familjen snokar. Inga underarter finns listade i Catalogue of Life.
Denna orm förekommer med två från varandra skilda populationer i Kalifornien i USA. Den vistas intill vattendrag samt andra vattenansamlingar och simmar ofta. Habitatet utgörs av den låga växtligheten intill vattnet. Thamnophis gigas saknas vid större floder på grund av rovlevande fiskar. Äggen kläcks inuti honans kropp så att levande ungar föds.
Landskapsförändringar där vattenansamlingar försvinner hotar beståndet. Några exemplar dödas av introducerade fiender och andra individer dödas när de korsar vägar. Utbredningsområdet är inte större än 2000 km². IUCN kategoriserar arten globalt som sårbar.